# Seconda Categoria 1905
Il campionato italiano di football di Seconda Categoria del 1905 fu il secondo campionato italiano di calcio per seconde squadre disputato in Italia. Fu vinto dalla Juventus II.
Dopo l'edizione inaugurale, il torneo fu ristrutturato in modo da replicare lo stesso regolamento del campionato maggiore. Al torneo partecipò anche una "prima squadra", quella del Sempione, una società milanese attiva nella Federazione Ginnastica d'Italia.

## Partecipanti
- Andrea Doria II
- Genoa II
- Juventus II
- Milan II
- Sempione
- US Milanese II

## Risultati

### Eliminatorie

#### Piemonte
- Juventus II unica iscritta e qualificata al girone finale.

#### Liguria
| Genova 12 febbraio 1905 Andata        | Genoa II  | 1 – 1 | Andrea Doria II | Campo Sportivo di Ponte Carrega |
| \| \| \| \| \| ? \| Marcatori \| ? \| |           |       |                 |                                 |
|                                       |           |       |                 |                                 |
| ?                                     | Marcatori | ?     |                 |                                 |

| Arbitro: | Pasteur (Genova) |

|  |           |                                  |
|  | Marcatori | Marassi Ratto Balbi di Robecco ? |

- Genoa II qualificata al girone finale.

#### Lombardia
| Squadra        | Pt | G | V | N | P | GF | GS | DR  |
| -------------- | -- | - | - | - | - | -- | -- | --- |
| Milan II       | 4  | 2 | 2 | 0 | 0 | 11 | 0  | +11 |
| Sempione       | 2  | 2 | 1 | 0 | 1 | 11 | 2  | +9  |
| US Milanese II | 0  | 2 | 0 | 0 | 2 | 0  | 20 | -20 |

| Arbitro: | Pasteur (Genova) |

|   |           |  |
| ? | Marcatori |  |

| Arbitro: | Malvano (Torino) |

|  |           |   |
|  | Marcatori | ? |

| Arbitro: | Magni (Milano) |

|   |           |  |
| ? | Marcatori |  |

- Milan II qualificata al girone finale.

### Girone finale
| Squadra     | Pt | G | V | N | P | GF | GS | DR |
| ----------- | -- | - | - | - | - | -- | -- | -- |
| Juventus II | 8  | 4 | 4 | 0 | 0 | 8  | 0  | +8 |
| Milan II    | 3  | 4 | 1 | 1 | 2 | 5  | 7  | -2 |
| Genoa II    | 1  | 4 | 0 | 1 | 3 | 3  | 9  | -6 |

| Arbitro: | Malvano (Torino) |

|   |           |   |
| ? | Marcatori | ? |

| Arbitro: | Magni (Milano) |

|   |           |  |
| ? | Marcatori |  |

| Genova 19 marzo 1905 Girone Finale - 3ª partita | Genoa II  | 0 – 2 | Juventus II | Campo Sportivo di Ponte Carrega |
| \| \| \| \| \| \| Marcatori \| ? \|             |           |       |             |                                 |
|                                                 |           |       |             |                                 |
|                                                 | Marcatori | ?     |             |                                 |

| Arbitro: | Pasteur (Genova) |

|   |           |   |
| ? | Marcatori | ? |

| Milano 2 aprile 1905 Girone Finale - 5ª partita | Milan II  | 0 – 3 referto | Juventus II | Campo Acquabella |
| \| \| \| \| \| \| Marcatori \| ? \|             |           |               |             |                  |
|                                                 |           |               |             |                  |
|                                                 | Marcatori | ?             |             |                  |

| Torino 9 aprile 1905 Girone Finale - 6ª partita | Juventus II | 2 – 0 (tav.) | Genoa II | Velodromo Umberto I |

| Juventus Campione d'Italia di Seconda Categoria 1905 |